# Цзаньхуан
Цзаньхуа́н (кит. упр. 赞皇, пиньинь Zànhuáng) — уезд городского округа Шицзячжуан провинции Хэбэй (КНР). Название уезда связано с находящейся на его территории горой Цзаньшань, возле которой выиграл битву чжоуский Му-ван.

## История
Уезд был образован при империи Суй в 596 году. При империи Сун дважды присоединялся к уезду Гаои и воссоздавался вновь.
В 1949 году был образован Специальный район Шицзячжуан (石家庄专区), и уезд вошёл в его состав. В мае 1958 года уезды Гаои и Юаньши были объединены в уезд Гаоюань (高元县), а в декабре того же года к нему был присоединён уезд Цзаньхуан, а сам уезд был переименован в Юаньши. В 1963 году уезды Гаои, Цзаньхуан и Юаньши были воссозданы в прежних границах. В ноябре 1967 года Специальный район Шицзячжуан был переименован в Округ Шицзячжуан (石家庄地区).
В 1993 году постановлением Госсовета КНР округ Шицзячжуан и город Шицзячжуан были объединены в городской округ Шицзячжуан.

## Административное деление
Уезд Цзаньхуан делится на 2 посёлка и 9 волостей.